# Khối Thịnh vượng chung
Khối Thịnh vượng chung Các Quốc gia (tiếng Anh: Commonwealth of Nations, thường gọi là Khối Thịnh vượng chung Anh; trước đây là Khối Thịnh vượng chung Các quốc gia của Anh - British Commonwealth of Nations), là một tổ chức liên chính phủ của 54 quốc gia thành viên hầu hết từng là lãnh thổ của cựu Đế quốc Anh. Thịnh vượng chung hoạt động theo sự nhất trí liên chính phủ của các quốc gia thành viên được tổ chức thông qua Ban thư ký Thịnh vượng chung và các tổ chức phi chính phủ được tổ chức thông qua Quỹ Thịnh vượng chung.
Thịnh vượng chung bắt nguồn từ giữa thế kỷ XX với sự phi thuộc địa hóa của Đế quốc Anh thông qua tăng quyền tự quản cho các lãnh thổ.Tổ chức chính thức thành lập bằng Tuyên ngôn Luân Đôn năm 1949, trong đó xác định các quốc gia thành viên là "tự do và bình đẳng". Biểu tượng của liên kết tự do này là Quốc vương Charles III, ông là nguyên thủ của Thịnh vượng chung. Quốc vương cũng là quân chủ của 15 thành viên trong Khối Thịnh vượng chung, được gọi là "các vương quốc Thịnh vượng chung". Các thành viên khác trong Thịnh vượng chung có những nhân vật khác nắm giữ vị thế nguyên thủ quốc gia: 32 thành viên theo chế độ cộng hòa và năm thành viên có chế độ quân chủ lập hiến là một nhân vật khác.
Các quốc gia thành viên không có nghĩa vụ pháp lý với nhau. Thay vào đó, họ liên hiệp thông qua ngôn ngữ, lịch sử, văn hóa, và chia sẻ những giá trị về dân chủ, nhân quyền và pháp trị. Những giá trị này được ghi trong Hiến chương Thịnh vượng chung và được xúc tiến thông qua Đại hội thể thao Thịnh vượng chung.
Thịnh vượng chung bao phủ hơn 29.958.050 km2 (11.566.870 dặm vuông Anh), gần một phần tư diện tích đất liền thế giới, và trải trên mọi lục địa. Với dân số ước tính là 2,328 tỷ vào năm 2013, gần một phần ba dân số thế giới, Thịnh vượng chung vào năm 2014 có GDP danh nghĩa là 10.450 tỷ USD, chiếm 14% GDP danh nghĩa toàn cầu.

## Lịch sử

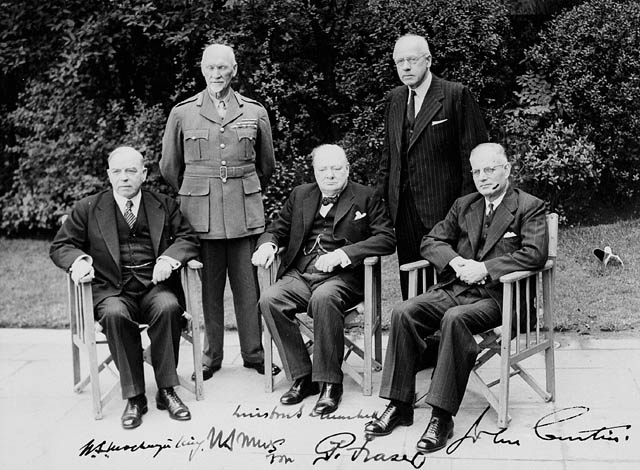
Các thủ tướng của 5 thành viên trong Hội nghị các thủ tướng Thịnh vượng chung năm 1944.

Trong khi công du Úc vào năm 1884, Bá tước Archibald Primrose mô tả Đế quốc Anh đang biến hóa là một "Thịnh vượng chung của các quốc gia", trong khi một số thuộc địa trở nên độc lập hơn. Những hội nghị của các thủ tướng Anh Quốc và thuộc địa diễn ra định kỳ kể từ lần đầu tiên vào năm 1887, dẫn đến thiết lập các Hội nghị Đế quốc vào năm 1911.
Thịnh vượng chung phát triển từ các hội nghị đế quốc. Jan Smuts trình một đề xuất cụ thể vào năm 1917 khi ông đặt ra thuật ngữ "Thịnh vượng chung Anh của các quốc gia" và hình dung "các quan hệ hiến pháp tương lai và điều chỉnh về bản chất" tại Hội nghị Versailles năm 1919 bởi các đại biểu đến từ các quốc gia tự trị cũng như Anh Quốc. Thuật ngữ lần đầu được công nhận pháp lý tầm đế quốc trong Hiệp định Anh-Ireland năm 1921, khi "Thịnh vượng chung Anh của các quốc gia" thay thế cho "Đế quốc Anh" trong lời tuyên thệ của các thành viên nghị viện Quốc gia Tự do Ireland.
Theo Tuyên ngôn Balfour tại Hội nghị Đế quốc năm 1926, Anh Quốc và các quốc gia tự trị đồng ý rằng họ "bình đẳng về vị thế, quyết không lệ thuộc một bên vào bên khác trong bất kỳ phương diện đối nội và đối ngoại, tuy nhiên liên hiệp bằng lòng trung thành chung với quân chủ, và liên kết tự do với vị thế các thành viên của Thịnh vượng chung Anh của các quốc gia." Những phương diện về quan hệ được chính thức hóa theo Pháp lệnh Westminster năm 1931, áp dụng cho Canada không cần phê chuẩn, song Úc, New Zealand, và Newfoundland buộc phải phê chuẩn để nó có hiệu lực. Newfoundland chưa từng thực hiện điều này, do vào ngày 16 tháng 2 năm 1934, chính phủ Newfoundland tự nguyện kết thúc và nhiệm vụ cai trị trở lại dưới quyền kiểm soát trực tiếp từ Luân Đôn. Newfoundland sau đó gia nhập Canada với vị thế một tỉnh vào năm 1949. Úc và New Zealand lần lượt phê chuẩn Pháp lệnh vào năm 1942 và 1947.
Sau khi Chiến tranh thế giới thứ hai kết thúc, Đế quốc Anh dần tan vỡ cho đến khi Anh Quốc còn lại 14 lãnh thổ hải ngoại. Trong tháng 4 năm 1949, sau Tuyên ngôn Luân Đôn, từ "Anh" bị bỏ khỏi danh hiệu của Thịnh vượng chung nhằm phản ánh biến hóa về bản chất của nó. Myanmar (1948) và Aden (1967) là những quốc gia duy nhất là thuộc địa của Anh trong Thế Chiến song không gia nhập Thịnh vượng chung khi độc lập. Những lãnh thổ bảo hộ và được ủy thác cũ của Anh song không trở thành thành viên của Thịnh vượng chung là Ai Cập (độc lập năm 1922), Iraq (1932), Transjordan (1946), Palestine thuộc Anh (bộ phận trở thành quốc gia Israel năm 1948), Sudan (1956), Somaliland thuộc Anh (thống nhất với Somaliland thuộc Ý cũ vào năm 1960 để hình thành Cộng hòa Somali), Kuwait (1961), Bahrain (1971), Oman (1971), Qatar (1971), và Các Tiểu vương quốc Ả Rập Thống nhất (1971).
Ngày 18 tháng 4 năm 1949, Ireland chính thức trở thành một nước cộng hòa theo Đạo luật Cộng hòa Ireland năm 1948, do vậy tự động loại trừ khỏi Thịnh vượng chung. Trong khi Ireland không tích cực tham dự trong Thịnh vượng chung kể từ đầu thập niên 1930 và sẵn lòng rời Thịnh vượng chung, thì các quốc gia tự trị khác mong muốn trở thành các nước cộng hòa mà không mất liên kết Thịnh vượng chung. Vấn đề lên đến đỉnh điểm vào tháng 4 năm 1949 trong một hội nghị các thủ tướng Thịnh vượng chung tại Luân Đôn. Theo Tuyên ngôn Luân Đôn, Ấn Độ chấp thuận rằng khi họ trở thành một nước cộng hòa trong tháng 1 năm 1950, họ sẽ chấp thuận quân chủ Anh như một "biểu trưng của liên kết tự do của các quốc gia thành viên độc lập trong Khối và bởi thế là nguyên thủ của Thịnh vượng chung. Khi nghe về điều này, Quốc vương George VI nói với chính trị gia người Ấn Độ Krishna Menon: "Thế là tôi thành 'bởi thế'". Các quốc gia Thịnh vượng chung khác công nhận Ấn Độ duy trì tư cách thành viên của tổ chức. Do Pakistan kiên trì, Ấn Độ không được nhìn nhận là một trường hợp đặc biệt và các quốc gia khác sẽ được đối xử tương tự như Ấn Độ.
Tuyên ngôn Luân Đôn thường được nhận định là sự khởi đầu của Thịnh vượng chung hiện đại. Sau tiền lệ của Ấn Độ, các quốc gia khác trở thành nước cộng hòa, hoặc quân chủ lập hiến với quân chủ của mình, trong khi một số quốc gia duy trì quân chủ tương tự Anh Quốc, trong chế độ quân chủ của họ phát triển khác biệt và ngay sau đó trở nên hoàn toàn độc lập với chế độ quân chủ Anh Quốc.

## Nguyên thủ
| Tên                            | Ảnh | Ngày sinh  | Ngày mất   | Bắt đầu    | Kết thúc   |
| ------------------------------ | --- | ---------- | ---------- | ---------- | ---------- |
| Quốc vương George VI của Anh   |     | 14/12/1895 | 06/02/1952 | 28/04/1949 | 06/02/1952 |
| Nữ vương Elizabeth II của Anh  |     | 21/04/1926 | 08/09/2022 | 06/02/1952 | 08/09/2022 |
| Quốc vương Charles III của Anh |     | 14/11/1948 |            | 08/09/2022 |            |